# Baron Strabolgi
Baron Strabolgi ist ein erblicher britischer Adelstitel in der Peerage of England. Der Titel ist nach der schottischen Kleinstadt Milton of Strathbogie in Aberdeenshire benannt, die heute Huntly heißt.

## Verleihung
Der Titel wurde am 20. Oktober 1318 für den schottischen Adligen David (II.) Strathbogie, Earl of Atholl geschaffen, indem dieser per Writ of Summons ins englische Parlament berufen wurde. Er hatte 1306 von seinem Vater den schottischen Titel eines Mormaer oder Earl of Atholl geerbt. Nachdem er 1307 und erneut 1314 gegen König Robert the Bruce rebelliert und sich auf die englische Seite gestellt hatte, wurden seine schottischen Ländereien eingezogen und ihm sein Titel aberkannt. Der englische König Eduard II. entschädigte ihn mit drei Anwesen in Norfolk und dem obigen Baronstitel. Als sein Enkel, der 3. Baron, am 10. Oktober 1369 starb, fiel der Titel in Abeyance. Diese wurde am 8. April 1496 zugunsten von Sir Edward Burgh of Gainsborough beendet. Nach dem Tod des 8. Barons am 26. Februar 1602 fiel der Titel erneut in Abeyance. Diese wurde am 9. Mai 1916 zugunsten von Cuthbert Matthias Kenworthy beendet. Heute führt dessen Urenkel Andrew Kenworthy, 12. Baron Strabolgi den Titel.
Gemäß The Complete Peerage bestehen formaljuristische Zweifel, ob die historischen Baronie je bestanden habe. Dann wäre durch den Writ of Summons vom 9. Mai 1916 nicht die Abeyance beendet, sondern eine neue Barony by writ geschaffen worden.

## Liste der Barone Strabolgi (1318)
- David (II) Strathbogie, Earl of Atholl, 1. Baron Strabolgi († 1326)
- David (III) Strathbogie, 2. Baron Strabolgi (1309–1335)
- David (IV) Strathbogie, 3. Baron Strabolgi (um 1332–1369) (abeyant 1369)
- Edward Burgh, 4. Baron Strabolgi († 1528) (Abeyance beendet 1496)
- Thomas Burgh, 5. Baron Strabolgi, 1. Baron Burgh († 1550)
- William Burgh, 6. Baron Strabolgi, 2. Baron Burgh (1522–1584)
- Thomas Burgh, 7. Baron Strabolgi, 3. Baron Burgh (um 1555–1597)
- Robert Burgh, 8. Baron Strabolgi, 4. Baron Burgh (1594–1602) (abeyant 1602)
- Cuthbert Kenworthy, 9. Baron Strabolgi (1853–1934) (Abeyance beendet 1916)
- Joseph Kenworthy, 10. Baron Strabolgi (1886–1953)
- David Kenworthy, 11. Baron Strabolgi (1914–2010)
- Andrew Kenworthy, 12. Baron Strabolgi (* 1967)

Mutmaßlicher Titelerbe (Heir Presumptive) ist ein Cousin zweiten Grades des aktuellen Titelinhabers, David Malcolm (* 1942).